# Méry-Bissières-en-Auge
Méry-Bissières-en-Auge es una comuna nueva francesa situada en el departamento de Calvados, de la región de Normandía.

## Historia
Fue creada el 1 de enero de 2017, en aplicación de una resolución del prefecto de Calvados de 8 de septiembre de 2016 con la unión de las comunas de Bissières y Méry-Corbon, pasando a estar el ayuntamiento en la antigua comuna de Méry-Corbon.

## Demografía
| Gráfica de evolución demográfica de Méry-Bissières-en-Auge entre 1800 y 2014 |
|                                                                              |

Los datos entre 1800 y 2013 son el resultado de sumar los parciales de las dos comunas que forman la nueva comuna de Méry-Bissières-en-Auge, cuyos datos se han cogido de 1800 a 1999, para las comunas de Bissières y Méry-Corbon de la página francesa EHESS/Cassini. Los demás datos se han cogido de la página del INSEE.

## Composición
| Comuna delegada | Código INSEE | Población (2013) | Superficie (km²) | Densidad (hab./km²) |
| --------------- | ------------ | ---------------- | ---------------- | ------------------- |
| Bissières       | 14075        | 183              | 1.55             | 118                 |
| Méry-Corbon     | 14410        | 1023             | 7.57             | 135                 |